# Ctenus vatovae
Ctenus vatovae este o specie de păianjeni din genul Ctenus, familia Ctenidae, descrisă de Caporiacco, 1940.
Este endemică în Etiopia. Conform Catalogue of Life specia Ctenus vatovae nu are subspecii cunoscute.